# Homegrown
Homegrown é o décimo quinto álbum de estúdio da banda UB40, lançado a 3 de novembro de 2003.

## Faixas
1. "So Destructive" - 5:15
2. "I Knew You" - 4:34
3. "Drop on By" - 4:25
4. "Someone Like Me" - 3:11
5. "Freestyler" - 5:14
6. "Everything Is Better Now" - 5:01
7. "Just Be Good" - 5:00
8. "Young Guns" - 4:21
9. "Hand That Rocks the Cradle" - 4:11
10. "Nothing Without You" - 3:54
11. "Nothing Without You" - 3:10
12. "Swing Low" - 3:31